# Hasim Rahman
Hasim "The Rock" Shariff Rahman (Baltimore, Maryland, Estados Unidos; 7 de noviembre de 1972) es un boxeador estadounidense que llegó a ser campeón del mundo de los pesos pesados y que consiguió una de las mayores sorpresas en la historia del boxeo, después de noquear en 2001 al campeón mundial Lennox Lewis.

## Récord
- Aficionado: 7 victorias y 3 derrotas.
- Profesional: 60 combates, 50 victorias (41 KOs), 7 derrotas (5 KOs), 2 empates y 1 nulo.

## Palmarés
- Campeón WBU Peso pesado
- Campeón IBO Peso pesado
- Campeón IBF Peso pesado
- Campeón WBC Peso pesado (Campeón n.º 21)
- Campeón WBC Peso pesado (Campeón n.º 24)
- Campeón lineal Peso pesado
- Premio a la sorpresa del año 2001 por Ring Magazine

## Récord profesional
| 50 Ganadas (41 KOs), 9 Derrotas |            |                    |      |               |            |                                                                                 | |
| Res.                            | Récord     | Oponente           | Tipo | Rd., Tiempo   | Datos      | Localidad                                                                       | Notas |
| D                               | 50–9–2 (1) | Anthony Nansen     | UD   | 3             | 04-06-2014 | The Trusts Arena, Auckland, Nueva Zelanda                                       | Super Eight Boxing Tournament I: cuartos de final del peso pesado.                                                                         |
| D                               | 50–8–2 (1) | Alexander Povetkin | TKO  | 2 (12), 1:46  | 29-09-2012 | Alsterdorfer Sporthalle, Hamburgo, Alemania                                     | Por el título WBA (Regular) del peso pesado                                                                                                |
| G                               | 50–7–2 (1) | Galen Brown        | TKO  | 6 (10), 1:45  | 11-06-2011 | DeSoto Civic Center, Southaven, Misisipi, U.S.                                  | |
| G                               | 49–7–2 (1) | Marcus McGee       | KO   | 1 (8), 3:00   | 02-10-2010 | Roberto Durán Arena, Panama City, Panama                                        | |
| G                               | 48–7–2 (1) | Damon Reed         | KO   | 6 (10), 2:20  | 14-08-2010 | Scope, Norfolk, Virginia, EE. UU.                                               | |
| G                               | 47–7–2 (1) | Shannon Miller     | TKO  | 4 (10), 1:37  | 19-06-2010 | The Conference & Event Center, Niagara Falls, Nueva York, EE. UU.               | |
| G                               | 46–7–2 (1) | Clinton Boldridge  | TKO  | 1 (6), 2:50   | 26-03-2010 | Beaumont Club, Kansas City, Misuri, EE. UU.                                     | |
| D                               | 45–7–2 (1) | Wladimir Klitschko | TKO  | 7 (12), 0:44  | 13-12-2008 | SAP Arena, Mannheim, Alemania                                                   | Por los títulos IBF, WBO, y IBO del peso pesado                                                                                            |
| NC                              | 45–6–2 (1) | James Toney        | TKO  | 3 (12), 3:00  | 16-07-2008 | Pechanga Resort & Casino, Temecula, California, EE. UU.                         | Por el título vacante WBO–NABO del peso pesado; Originalmente victoria por TKO de Toney, cambiado a NC después de una decisión incorrecta. |
| G                               | 45–6–2     | Zuri Lawrence      | TKO  | 10 (10), 2:20 | 15-11-2007 | Sovereign Center, Reading, Pensilvania, EE. UU.                                 | Retiene el título NABF del peso pesado |
| G                               | 44–6–2     | Cerrone Fox        | TKO  | 1 (10), 2:27  | 18-10-2007 | Kewadin Casino, Sault Ste. Marie, Míchigan, EE. UU.                             | |
| G                               | 43–6–2     | Dicky Ryan         | TKO  | 2 (10), 0:41  | 07-09-2007 | Soaring Eagle Casino & Resort, Mount Pleasant, Míchigan, EE. UU.                | |
| G                               | 42–6–2     | Taurus Sykes       | UD   | 10            | 14-06-2007 | Main Street Armory, Rochester, Nueva York, EE. UU.                              | Gana el título NABF interino del peso pesado                                                                                               |
| D                               | 41–6–2     | Oleg Maskaev       | TKO  | 12 (12), 2:17 | 12-08-2006 | Thomas & Mack Center, Paradise, Nevada, EE. UU.                                 | Pierde el título WBC del peso pesado |
| E                               | 41–5–2     | James Toney        | MD   | 12            | 18-03-2006 | Boardwalk Hall, Atlantic City, Nueva Jersey, EE. UU.                            | Retiene el título WBC del peso pesado |
| G                               | 41–5–1     | Monte Barrett      | UD   | 12            | 13-08-2005 | United Center, Chicago, Illinois, EE. UU.                                       | Gana el título vacante WBC interino del peso pesado                                                                                        |
| G                               | 40–5–1     | Kali Meehan        | RTD  | 4 (12), 3:00  | 13-11-2004 | Madison Square Garden, Nueva York, Nueva York, EE. UU.                          | |
| G                               | 39–5–1     | Terrence Lewis     | KO   | 2 (10), 0:43  | 28-07-2004 | Frontier Field, Rochester, Nueva York, EE. UU.                                  | |
| G                               | 38–5–1     | Rob Calloway       | KO   | 2 (10), 2:00  | 17-06-2004 | Michael's Eighth Avenue, Glen Burnie, Maryland, EE. UU.                         | |
| G                               | 37–5–1     | Mario Cawley       | TKO  | 2 (8), 2:25   | 16-04-2004 | Dover Downs, Dover, Delaware, EE. UU.                                           | |
| G                               | 36–5–1     | Al Cole            | UD   | 10            | 11-03-2004 | Michael's Eighth Avenue, Glen Burnie, Maryland, EE. UU.                         | |
| D                               | 35–5–1     | John Ruiz          | UD   | 12            | 13-12-2003 | Boardwalk Hall, Atlantic City, Nueva Jersey, EE. UU.                            | Por el título WBA interino del peso pesado                                                                                                 |
| E                               | 35–4–1     | David Tua          | SD   | 12            | 29-03-2003 | Spectrum, Filadelfia, Pensilvania, EE. UU.                                      | |
| D                               | 35–4       | Evander Holyfield  | TD   | 8 (12), 1:19  | 01-06-2002 | Boardwalk Hall, Atlantic City, Nueva Jersey, EE. UU.                            | Split TD after Rahman sustained eye swelling from an accidental head clash                                                                 |
| D                               | 35–3       | Lennox Lewis       | KO   | 4 (12), 1:29  | 17-11-2001 | Mandalay Bay Events Center, Paradise, Nevada, EE. UU.                           | Pierde los títulos WBC, IBF, IBO, y lineales del peso pesado                                                                               |
| G                               | 35–2       | Lennox Lewis       | KO   | 5 (12), 2:32  | 22-04-2001 | Carnival City, Brakpan, Sudáfrica                                               | Gana los títulos WBC, IBF, IBO, y lineales del peso pesado.                                                                                |
| G                               | 34–2       | Frankie Swindell   | RTD  | 7 (10), 3:00  | 04-08-2000 | Hard Rock Hotel and Casino, Paradise, Nevada, EE. UU.                           | |
| G                               | 33–2       | Corrie Sanders     | TKO  | 7 (12), 1:50  | 20-05-2000 | Bally's Park Place, Atlantic City, Nueva Jersey, EE. UU.                        | Gana el título WBU del peso pesado |
| G                               | 32–2       | Marion Wilson      | UD   | 10            | 01-03-2000 | Martin's West, Woodlawn, Maryland, EE. UU.                                      | Gana el título vacante Maryland State del peso pesado                                                                                      |
| D                               | 31–2       | Oleg Maskaev       | KO   | 8 (10), 0:40  | 09-11-1999 | Boardwalk Hall, Atlantic City, Nueva Jersey, EE. UU.                            | |
| G                               | 31–1       | Arthur Weathers    | KO   | 1 (10), 1:44  | 15-04-1999 | Miccosukee Resort & Gaming, Miami, Florida, EE. UU.                             | |
| G                               | 30–1       | Michael Rush       | TKO  | 5 (10), 2:40  | 12-03-1999 | Roseland Ballroom, Nueva York, Nueva York, EE. UU.                              | |
| D                               | 29–1       | David Tua          | TKO  | 10 (12), 0:35 | 19-12-1998 | Miccosukee Resort & Gaming, Miami, Florida, EE. UU.                             | Pierde los títulos IBF Intercontinental y USBA del peso pesado                                                                             |
| G                               | 29–0       | Garing Lane        | RTD  | 2 (10), 3:00  | 09-07-1998 | Grand Casino Avoyelles, Marksville, Luisiana, EE. UU.                           | |
| G                               | 28–0       | Steve Pannell      | KO   | 2 (12), 1:48  | 21-04-1998 | Players Island Casino, Lake Charles, Luisiana, EE. UU.                          | Retiene los títulos IBF Intercontinental y USBA del peso pesado                                                                            |
| G                               | 27–0       | Melvin Foster      | TKO  | 2 (10)        | 14-03-1998 | Olympic Stadium, Moscú, Rusia                                                   | |
| G                               | 26–0       | Jesse Ferguson     | UD   | 12            | 31-01-1998 | Etess Arena, Atlantic City, Nueva Jersey, EE. UU.                               | |
| G                               | 25–0       | Tui Toia           | KO   | 1 (10), 3:08  | 04-12-1997 | Pepsi Arena, Albany, Nueva York, EE. UU.                                        | |
| G                               | 24–0       | Obed Sullivan      | MD   | 12            | 01-11-1997 | Apollo Theater, Nueva York, Nueva York, EE. UU.                                 | Retiene el título USBA del peso pesado; Gana el título IBF Intercontinental del peso pesado                                                |
| G                               | 23–0       | Jeff Wooden        | TKO  | 9 (12), 1:44  | 15-07-1997 | Riverside Convention Center, Rochester, Nueva York, EE. UU.                     | Gana el título vacante USBA del peso pesado                                                                                                |
| G                               | 22–0       | Marshall Tillman   | KO   | 1 (8), 2:39   | 09-01-1997 | Beverly Wilshire Hotel, Los Ángeles, California, EE. UU.                        | |
| G                               | 21–0       | Herman Delgado     | KO   | 2 (8), 1:37   | 17-12-1996 | National Guard Armory, Pikesville, Maryland, EE. UU.                            | |
| G                               | 20–0       | Marcos González    | KO   | 1 (10)        | 03-12-1996 | Everton Park Sports Centre, Liverpool, Inglaterra                               | |
| G                               | 19–0       | Brian Sargent      | TKO  | 1 (8), 1:24   | 08-11-1996 | Arizona Charlie's Decatur, Las Vegas, Nevada, EE. UU.                           | |
| G                               | 18–0       | Trevor Berbick     | UD   | 10            | 15-10-1996 | Convention Hall, Atlantic City, Nueva Jersey, EE. UU.                           | |
| G                               | 17–0       | Mark Young         | TKO  | 3 (8)         | 08-08-1996 | Sudduth Coliseum, Lake Charles, Luisiana, EE. UU.                               | |
| G                               | 16–0       | Martin Foster      | KO   | 2 (10), 0:57  | 09-06-1996 | Fernwood Resort, Bushkill, Pensilvania, EE. UU.                                 | |
| G                               | 15–0       | Tim Knight         | TKO  | 4 (8), 2:43   | 04-06-1996 | Martin's West, Woodlawn, Maryland, EE. UU.                                      | |
| G                               | 14–0       | Steve Edwards      | TKO  | 2 (6), 2:34   | 03-05-1996 | The MARK of the Quad Cities, Moline, Illinois, EE. UU.                          | |
| G                               | 13–0       | Ross Puritty       | UD   | 10            | 26-03-1996 | Blue Cross Arena, Rochester, Nueva York, EE. UU.                                | |
| G                               | 12–0       | Mike Mitchell      | KO   | 1 (8), 1:07   | 09-03-1996 | Etess Arena, Atlantic City, Nueva Jersey, EE. UU.                               | |
| G                               | 11–0       | Bradley Rone       | TKO  | 1 (6), 2:27   | 09-02-1996 | Tropworld Casino and Entertainment Resort, Atlantic City, Nueva Jersey, EE. UU. | |
| G                               | 10–0       | Mike Robinson      | KO   | 1 (6)         | 13-12-1995 | Tropworld Casino and Entertainment Resort, Atlantic City, Nueva Jersey, EE. UU. | |
| G                               | 9–0        | James Johnson      | TKO  | 3 (6)         | 10-10-1995 | Blue Cross Arena, Rochester, Nueva York, EE. UU.                                | |
| G                               | 8–0        | Matt Green         | TKO  | 2 (6)         | 12-09-1995 | Martin's West, Woodlawn, Maryland, EE. UU.                                      | |
| G                               | 7–0        | Carl McGrew        | TKO  | 1 (6)         | 26-09-1995 | Bismarck Hotel, Chicago, Illinois, EE. UU.                                      | |
| G                               | 6–0        | Larry Davis        | TKO  | 2 (6)         | 13-07-1995 | Martin's Crosswinds, Greenbelt, Maryland, EE. UU.                               | |
| G                               | 5–0        | Eric Valentine     | KO   | 1 (4)         | 06-06-1995 | Martin's West, Woodlawn, Maryland, EE. UU.                                      | |
| G                               | 4–0        | Jeff Williams      | MD   | 4             | 28-03-1995 | Casino Magic, Bay St. Louis, Misisipi, EE. UU.                                  | |
| G                               | 3–0        | Dennis Cain        | TKO  | 2 (4), 2:22   | 11-01-1995 | Martin's West, Woodlawn, Maryland, EE. UU.                                      | |
| G                               | 2–0        | Robert Jackson     | TKO  | 1 (4)         | 06-01-1995 | Virginia Beach, Virginia, EE. UU.                                               | |
| G                               | 1–0        | Gregory Herrington | KO   | 1 (4), 1:35   | 03-12-1994 | Caesars Palace, Paradise, Nevada, EE. UU.                                       | Debut profesional |